# Mario Bros.
A Mario Bros. egy 1983-ban megjelent játéktermi játék, melyet a Nintendo fejlesztett és adott ki. Ebben a játékban tűnt fel először Luigi, és itt lehetett megtudni, hogy a Mario fivérek foglalkozása vízvezeték-szerelő.

## Történet
Mario és Luigi épp egy csatornát tisztítottak, amikor ellenségekbe ütköztek. Feladatuk volt megölni mindegyiket, cserébe, amit találnak érméket, azokat eltehetik maguknak fizetségként.

## Játékmenet
A játék gyakorlatilag végtelen, de csak egy pályából áll. A pálya tetején levő csövekből ellenségek jönnek ki, melyeket nekünk ki kell ütni oly módon, hogy alulról megütjük őket, odamegyünk, és kilökjük őket. Van a POW-tégla, ha ezt alulról megütjük, akkor kisebb földrengés keletkezik, és akkor az összes pályán levő ellenség kifekszik. Egy szintnek akkor van vége, ha az összes ellenséget kiütöttük. Ahogy haladunk előrébb, úgy egyre többféle ellenség jön ki. Időnként bónusz pályákkal is szembesülünk, ahol adott időn belül összegyűjthetjük az összes érmét.

## Ellenségek
- Shellcreeper - Ezek a teknősök tűnnek fel elsőként.
- Sidestepper - A rákok, melyek az 5. szinttől tűnnek fel. Ha ezeket először kiütjük, akkor nem fekszenek ki, csak mérgesek lesznek, és gyorsabban mennek. Csak másodikra lehet kilökni őket.
- Fighter Fly - A légy, mely a 6. szinttől tűnik fel. Repül, ezért nehezebb eltalálni őt.
- Slipice - Egy kis jéghegy, melyet ha ellökünk, megindul, és jéggé változtatja a padlót. Ha nekiütközik valaminek, összetörik.
- Icicle - Jégcsap, mely a mennyezetről hullik le.
- Fireball - Tűzgolyó, mely a pálya egyik részén jelenik meg, és átmegy a másik oldalra. Két színben jelennek meg: A piros átlósan jár, míg a zöld vízszintesen. A POW-téglával le lehet győzni őket.

## Portok és későbbi változatok
Mivel ez a játék már ismét nagy népszerűségnek örvendett, ezért megannyi gépre, és konzolra portolták:
- Game & Watch
- Nintendo Entertainment System (az európai verzió Mario Bros. Classic néven ismert, ami a játéktermi verzió mechanikáját használja)
- Family Computer Disk System (Kaettekita Mario Bros. néven)
- Atari 2600
- Atari 5200
- Atari 7800
- Apple II
- Commodore 64
- NEC PC88
- FM-7
- Amstrad CPC
- Atari 8-bit
- e-Reader
- Game Boy Advance
- Virtual Console (Wii)

A játék több Nintendo játékon belül is játszható:
- Super Mario All-Stars - A Super Mario Bros. 3 címképernyőjén harmadik lehetőségként van Battle Mode. Ott Mario Bros. játékot lehet játszani versenyszerűen. Aki az 5 pályából többet nyer meg, az a győztes.
- Super Mario Bros. 3 - A Battle Mode nagyon hasonlít a játékmenetéhez, de itt a társunkkal kell kiszúrni
- Mario & Luigi: Superstar Saga - Van egy Mario Bros.-pálya a játékban, de maga a játék is játszható.

A Mario Bros. logója

- Super Mario Advance videojáték-sorozat - Mind a négy Super Mario Advance játékban játszható a teljes Mario Bros. játék.

## Utalások későbbi Mario játékokban
- Game & Watch-ban is van Mario Bros. játék. Itt futószalagon készítenek süteményeket.
- Ha a csőnél marad a játékos, akkor az ellenségek nem tudják megtámadni, kivéve a tűzgolyók. Ugyanez működik a Super Smash Bros. Brawl pályán is.
- A zene, amit minden pálya elején hallunk, az Mozart „Egy kis éji zene" NES-re átírt változata. Ez ugyanúgy hallatszik a Dancing Stage: Mario Mix és a Super Smash Bros. Brawl játékokban is.
- Ahogy a Donkey Kong-ban is, a Mario Bros. játék dobozán is más színű ruhában van Mario, mint magában a játékban. Ugyanez igaz Luigira is.
- A NES verzió korlátolt lehetőségei miatt a grafika nem olyan szép, mint Arcade gépen. A kerekek nincsenek a csőnél és az ellenségek bemutatkozó képernyőjét sem láthatjuk.
- Két játékos módban ráugorhatunk a társunk fejére, de akár az alul levő játékos ráugorhat a fölötte levőre.